# Cantó de Montalban-3
El cantó de Montalban-3 és un cantó francès del departament de Tarn i Garona, situat al districte de Montalban. Compta amb 1 municipi i part del de Montalban.

## Municipis
- Leujac

## Història
| Data d'elecció                           | Identitat              | Partit           | Qualitat |
| ---------------------------------------- | ---------------------- | ---------------- | -------- |
| 1970-1988                                | Louis Delmas           | PS               |          |
| 1988-1994                                | Pierre Blanc           | PS               |          |
| 1994-                                    | Jean-Pierre Quéreilhac | UDF, després UMP |          |
| les dades anteriors no són pas conegudes |                        |                  |          |
|                                          |                        |                  |          |